# Code Louis

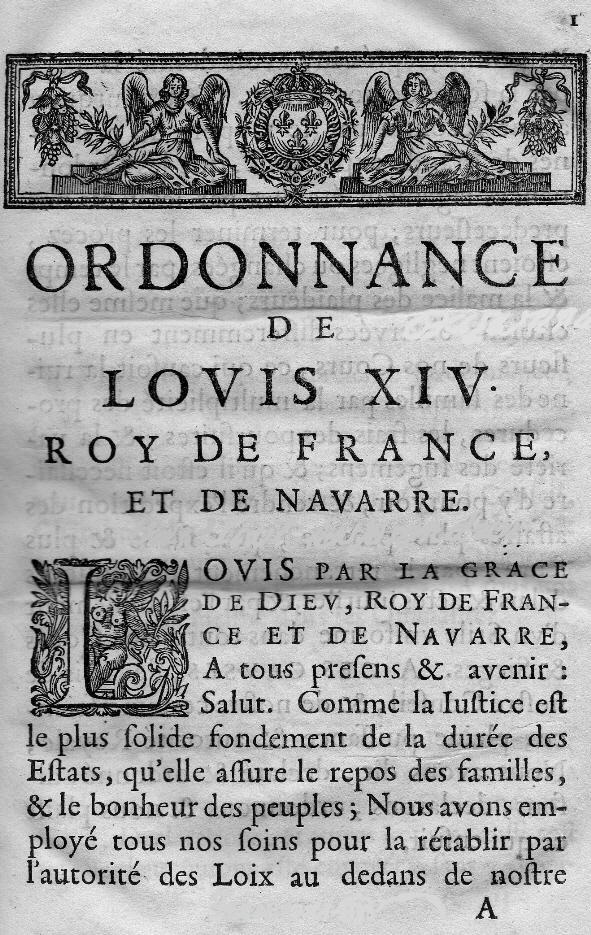
Erste Seite des Code Louis von 1667

Der Code Louis war ein französischer Gesetzeskodex und bestand aus zwei sich ergänzenden Teilen, von 1667 und 1670. Er wurde von König Ludwig XIV. in Auftrag gegeben und ab 1661 von Jean-Baptiste Colbert ausgearbeitet. Aufgabe des Code Louis war es, Ordnung in die Gesetze und Jurisdiktion des Königreichs zu bringen, unter Berücksichtigung des südfranzösischen Römischen Rechts und des nordfranzösischen Gewohnheitsrechts. 
Bestandteile:
- 1667 (ordonnance sur la réformation de la justice civile), das Zivilrecht betreffend, bestehend aus fünfunddreißig Artikeln, welche die Hierarchie der verschiedenen Tribunale festlegt, die Verwaltungsordnung der Magistrate regelt und die Rechtspflege reformiert.
- 1670 (ordonnance sur la réformation de la justice criminelle), das Strafrecht betreffend, regelt z. B. die Fragen von Galeerenstrafen und Hinrichtungen.

Der zu Ehren des Königs nach ihm benannte Code Louis verhalf erfolgreich, Willkür in der französischen Verwaltung und Justiz zu bekämpfen. Später diente er auch als Grundlage für den Code civil.